# J. P. 모건
존 피어폰트 모건(John Pierpont Morgan, 1837년 4월 17일 ~ 1913년 3월 31일)은 미국의 은행가로 J.P. 모건 회사를 설립했다. 미국 코네티컷주 하트퍼드 출생으로 독일 괴팅겐 대학교를 졸업했다. 미국인들에겐 실용적이고 매우 계산적인 사람으로 여겨지며 미국 경제에서 가장 중요한 인물로 평가받는다.

## 남북전쟁 시절
남북전쟁 시절 이스트먼이라는 사람과 함께 수표를 들고 북군에게 카빈소총을 1정당 3.5달러에 사들여 남군에게 1정당 22달러에 다시 되팔아 막대한 돈을 번다.

### 금괴투기 사건
남북전쟁 시절 북군이 우세하면 금가격이 떨어지고 남군이 우세하면 천정부지로 뛰어 올랐다. JP모건은 이 시세 차이를 이용하여 16만달러 (현재 가치로 2천억원)의 돈을 번다. 이는 당시 북군의 지휘관 듀폰과 친밀한 관계를 이용하여 미리 전황을 파악한 모건의 전략이 뒷바침 했다.

### 철도와 전기
모건은 철도 회사에 투자했다. 웨스턴 유니언이라는 전신회사를 장악하여 통신 내용을 도청하여 얻어진 정보로 금괴가 이동하는 정보를 알아낸다. 또 전신전화에 관계된 모든 회사를 집어삼켜 미국전신회사(AT&T) 라는 회사를 차린다.

## 금융가로 변신

### 로스차일드와 협력
아버지 헨리 S. 모건이 하던 금융업에 들어가 아버지가 죽은 후 1895년 회사 이름을 J.P. 모건 회사로 바꾸었다.
뉴욕센트럴 철도회사의 중역이된 JP모건은 영국의 로스차일드에게 철도회사 주식을 판다. 로스차일드가 대서양을 오가기 어렵다는 이유로 그는 영국측의 주주 대리인으로서 대표이사가 된다는 계약을 맺고 뉴욕센트럴 철도회사의 대표가 된다. 이로써 국제적 금융가의 지위를 확립해 프로이센-프랑스 전쟁 당시 프랑스 정부에 자금 원조를 했다.
제1차 세계대전 때에는 아들 J.P. 모건 2세가 영국과 프랑스 정부를 지원했다. 1913년 이탈리아 로마에서 사망하였고 막대한 재산을 남겼으며 그가 소유하던 막대한 양의 미술품들은 모두 미국 뉴욕 메트로폴리탄 미술관에 증여 '笑僞 기증'하였다.

### 바티칸 교황청과 유착
교황 비오 11세는 바티칸의 재정관리를 JP모건에게 맡겼다. 또한 바티칸 교황청이 무솔리니와 라테란 조약 체결하고 받은 이탈리아 국채를 다양한 포트포리오로 투자하여 교황청의 재산을 증식해 준다.
이 공로로 JP모건은 교황 비오 11세에게 성 그레고리 대십자훈장을 받는다.

## 같이 보기
- JP모건 체이스
- 앤드루 카네기